# Tomáš Mikyska
Tomáš Mikyska (* 2. Februar 2000 in Ústí nad Orlicí, Pardubický kraj) ist ein tschechischer Biathlet. Er gab 2020 sein Weltcupdebüt und ist zweifacher Medaillengewinner bei Jugend- und Juniorenweltmeisterschaften.

## Sportliche Laufbahn
Im Alter von sieben Jahren begann Tomáš Mikyska mit dem Biathlonsport. Sein internationales Debüt feierte er 2017 bei der Junioren-EM in Nové Město na Moravě. In der Folgesaison trat er auch erstmals im IBU-Junior-Cup an, sofort gab es auch Punktgewinne zu verzeichnen. Höhepunkt der Saison wurde die Teilnahme an den Jugendweltmeisterschaften, wo er Silber mit der tschechischen Staffel gewinnen konnte. Anfang 2019 gab Mikyska dann in Duszniki-Zdrój seinen Einstand im IBU-Cup und wurde 49. des Sprints. Wenig später gab es für den Tschechen im Rahmen der Jugend-WM weitere Top-10-Plätze zu feiern. Nach einer starken Saison 2019/20, die Mikyska auf Rang 11 der Juniorcup-Gesamtwertung abschloss, wurde er schließlich in die B-Nationalmannschaft aufgenommen.
Damit gleichbedeutend gab Miksyka zu Beginn des Winters 2020/21 sein Debüt im Weltcup. In seinem ersten Rennen, einem Sprint in Kontiolahti, wurde er 60., mit der Männerstaffel ging es sofort auf Rang sieben. An der Seite von Jakub Štvrtecký, Ondřej Moravec und Michal Krčmář lief Mikyska als Startläufer kurz darauf in Hochfilzen sogar unter die besten Fünf. Eine weitere Medaille gewann er im Staffelrennen der Junioren-WM 2021, ebenso wie eine erste Top-10-Platzierung im IBU-Cup. Ende August zeigte der Tscheche dann seine ganze Klasse, als er in seiner Heimat Nové Město na Moravě bei den Juniorenwettkämpfen im Rahmen der Sommerbiathlon-WM zwei Siege und einen Vizetitel einfahren konnte. Die Saison 2021/22 bestritt Mikyska regulär im IBU-Cup. Seine ersten Europameisterschaften lief er ebenfalls, im Sprint wurde er dort 24. Den ersten Top-10-Rang der Saison gab es im Sprint von Nové Město, bei den Juniorenweltmeisterschaften verpasste er mit der Staffel knapp eine Medaille. Dafür gelang dem Tschechen an der Seite von Tereza Vinklárková beim IBU-Cup-Finale in Ridnaun ein Platz unter den besten Fünf. Erneut war Mikyska dann im August erfolgreich, auf Skirollern gewann er auf Juniorenebene einen weiteren Titel.

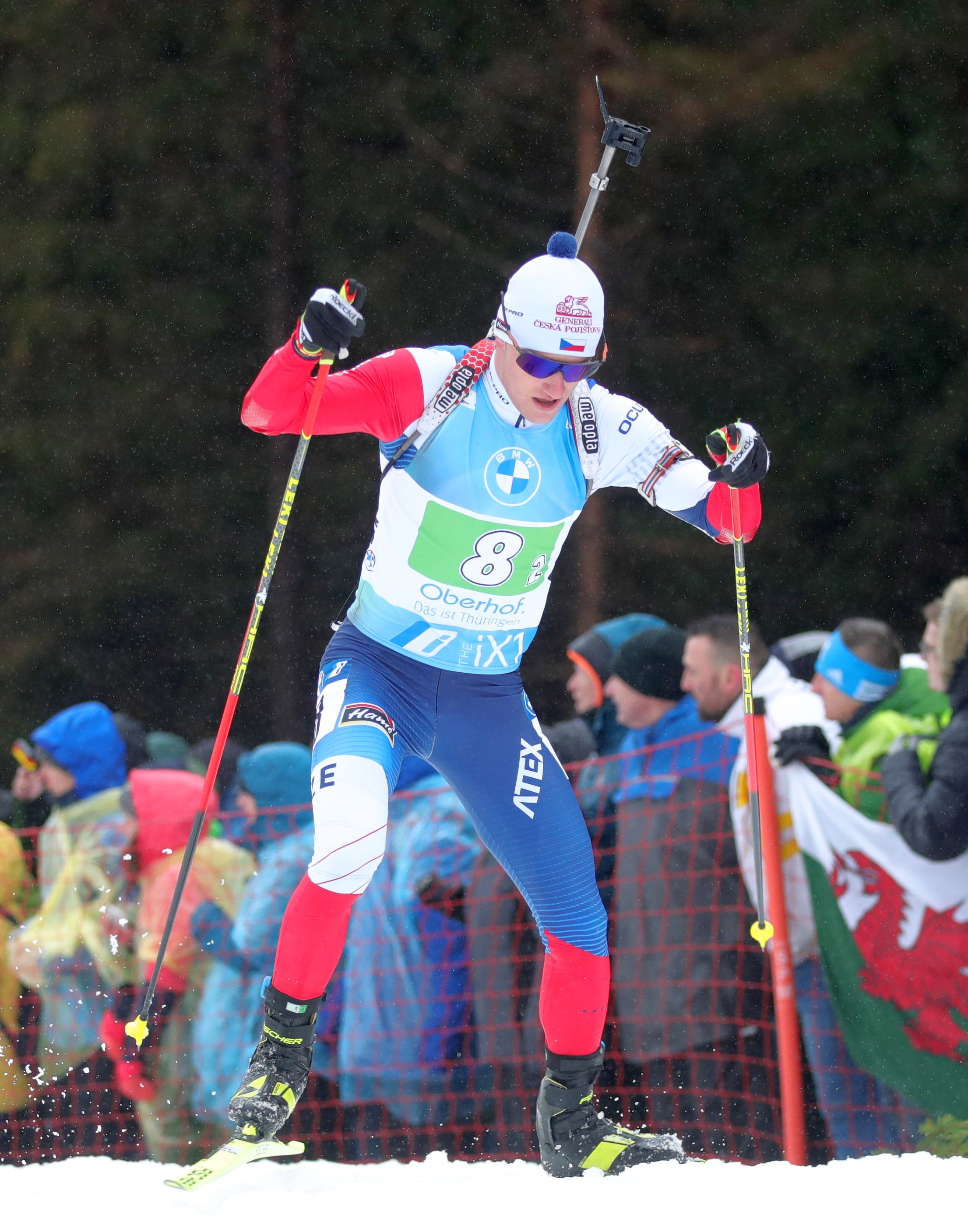
Mikyska während des WM-Staffelrennens 2023

Seinen bisher erfolgreichsten Winter absolvierte Mikyska 2022/23, wo er nahezu komplett im Weltcup unterwegs war. Beim Auftakt in Kontiolahti sammelte er als 32. der Verfolgung erste Weltcuppunkte, mit der Staffel ging es zudem auf Rang 5. Bis zum Jahreswechsel ging es in jedem Rennen unter die besten 40, darunter auch auf den 29. Platz im Verfolger von Hochfilzen. Sehr erfolgreich für Mikyska verliefen die Weltmeisterschaften in Oberhof. Nachdem er schon die Mixedstaffel auf Rang fünf ins Ziel brachte und im Verfolger vom Schlussrang auf Position 31 lief, erreichte der Tscheche mit Platz 14 im Einzel seinen ersten Massenstart, den er auf ebendieser Position abschloss. Die größte Überraschung zeigte er allerdings in der Herrenstaffel, die er von Michal Krčmář auf dem zweiten Platz übernahm und mit einer starken Schlussrunde in Führung brachte. Auch mit Jakub Štvrtecký blieb das Team noch in Führung, Jonáš Mareček musste aber zwei Strafrunden drehen und fiel im Ziel auf den vierten Rang zurück. Beim Saisonfinale in Oslo erreichte Mikyska als 24. der Verfolgung sein bestes Weltcupresultat, die Saison schloss er als 52. der Weltrangliste und damit drittbester Tscheche ab.
Seine erste Medaille auf Erwachsenenebene gewann Mikyska bei den Sommerbiathlon-Weltmeisterschaften 2023 in Osrblie als Zweiter des Supersprints, dabei zeigte er vor allem mit der besten Laufzeit aller Athleten auf. Im darauffolgenden Massenstart kam er in der ersten Runde zu Sturz, nachdem er sich eine Patellaluxation zugezogen hatte. Dies führte zu einem längeren Krankenhausaufenthalt sowie einigen Monaten Wettkampfpause, sodass der Tscheche den Saisonauftakt verpasste. Bei seinem ersten Auftritt in Oberhof belegte er den 40. Rang im Sprint, am gleichen Ort lief er mit der Staffel auf Platz sechs. Bei den Weltmeisterschaften in seiner Heimat avancierte er zum erfolgreichsten tschechischen Mann: Nach zwei Top-35-Ergebnissen in Sprint und Verfolgung realisierte Mikyska als Zehnter des Einzels seine beste Karriereplatzierung, womit er sich wie im Vorjahr für den Massenstart qualifizierte. Die letzten beiden Weltcups in Nordamerika ließ er aus medizinischen Gründen aus.
Wie schon im Vorjahr sicherte sich Mikyska bei den Sommerbiathlon-Weltmeisterschaften 2024 im Supersprint eine Medaille, hinter Dmytro Pidrutschnyj und Artem Tyschtschenko resultierte im Supersprint Bronze. Trotz dieser Vorleistungen kam er zu Beginn der Wintersaison sprichwörtlich nicht in Fahrt und wurde recht schnell in den IBU-Cup versetzt. Auf dieser Ebene lief er in Osrblie auf Rang elf im Einzel und gemeinsam mit Tereza Vinklárková auf den zweiten Platz im Single-Mixed-Wettkampf. Bei den Europameisterschaften 2025 belegte der Tscheche im Einzel den zehnten Platz, bei der WM war er Teil der Männerstaffel und erreichte mit dieser Rang sechs. Im letzten Trimester war er wieder Teil des Weltcupteams und lief in vier Wettkämpfen in die Punkteränge.

## Persönliches
Mikyska lebt in Žamberk. Er spricht tschechisch, englisch und deutsch.

## Statistiken

### Weltcupplatzierungen
Die Tabelle zeigt alle Platzierungen (je nach Austragungsjahr einschließlich Olympische Spiele und Weltmeisterschaften).
- 1.–3. Platz: Anzahl der Podiumsplatzierungen
- Top 10: Anzahl der Platzierungen unter den ersten zehn (einschließlich Podium)
- Punkteränge: Anzahl der Platzierungen innerhalb der Punkteränge (einschließlich Podium und Top 10)
- Starts: Anzahl gelaufener Rennen in der jeweiligen Disziplin
- Staffel: inklusive Mixed- und Single-Mixed-Staffeln

| Platzierung               | Einzel | Sprint | Verfolgung | Massenstart | Staffel | Gesamt |
| ------------------------- | ------ | ------ | ---------- | ----------- | ------- | ------ |
| 1. Platz                  |        |        |            |             |         |        |
| 2. Platz                  |        |        |            |             |         |        |
| 3. Platz                  |        |        |            |             |         |        |
| Top 10                    |        |        |            |             | 12      | 12     |
| Punkteränge               |        | 7      | 7          |             | 13      | 27     |
| Starts                    | 5      | 13     | 7          |             | 13      | 38     |
| Stand: Saisonende 2024/25 |        |        |            |             |         |        |

### Weltcupwertungen
Ergebnisse bei Weltcups (Disziplinen- und Gesamtweltcup) gemäß Punktesystem.
| Saison  | Einzel | Einzel | Sprint | Sprint | Verfolgung | Verfolgung | Massenstart | Massenstart | Gesamt | Gesamt |
| Saison  | Platz  | Punkte | Platz  | Punkte | Platz      | Punkte     | Platz       | Punkte      | Platz  | Punkte |
| ------- | ------ | ------ | ------ | ------ | ---------- | ---------- | ----------- | ----------- | ------ | ------ |
| 2022/23 | –      | –      | 55.    | 20     | 38.        | 47         | –           | –           | 52.    | 67     |
| 2023/24 | –      | –      | 78.    | 1      | –          | –          | –           | –           | 94.    | 1      |
| 2024/25 | –      | –      | 62.    | 14     | 58.        | 13         | –           | –           | 64.    | 27     |

### Biathlon-Weltmeisterschaften
Ergebnisse bei den Weltmeisterschaften:
| Weltmeisterschaften | Weltmeisterschaften | Einzelwettbewerbe | Einzelwettbewerbe | Einzelwettbewerbe | Einzelwettbewerbe | Staffelwettbewerbe | Staffelwettbewerbe | Staffelwettbewerbe |
| Jahr                | Ort                 | Einzel            | Sprint            | Verfolgung        | Massenstart       | Herrenstaffel      | Mixedstaffel       | S.-M.-Staffel      |
| ------------------- | ------------------- | ----------------- | ----------------- | ----------------- | ----------------- | ------------------ | ------------------ | ------------------ |
| 2023                | Oberhof             | 14.               | 60.               | 31.               | 14.               | 4.                 | 5.                 | –                  |
| 2024                | Nové Město          | 10.               | 33.               | 27.               | 26.               | 7.                 | 14.                | –                  |
| 2025                | Lenzerheide         | 63.               | –                 | –                 | –                 | 6.                 | –                  | –                  |

### Jugend-/Juniorenweltmeisterschaften

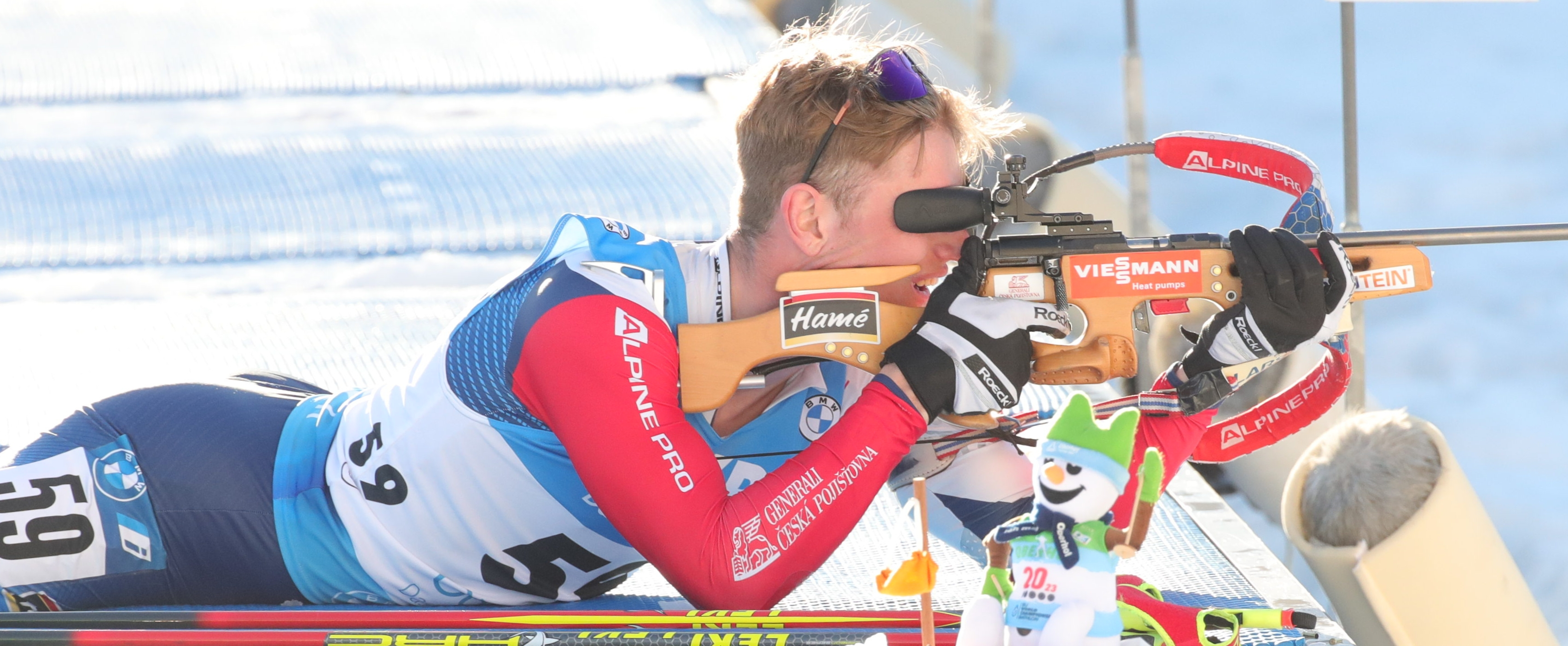
Mikyska beim Liegendschießen

Mikyska nahm bis 2019 an den Jugend-, ab 2020 an den Juniorenwettkämpfen teil.
| Weltmeisterschaften | Weltmeisterschaften | Einzelwettbewerbe | Einzelwettbewerbe | Einzelwettbewerbe | Herrenstaffel |
| Jahr                | Ort                 | Einzel            | Sprint            | Verfolgung        | Herrenstaffel |
| ------------------- | ------------------- | ----------------- | ----------------- | ----------------- | ------------- |
| 2017                | Osrblie             | 32.               | 36.               | 31.               | 8.            |
| 2018                | Otepää              | –                 | 49.               | 43.               | 2.            |
| 2019                | Osrblie             | 17.               | 5.                | 9.                | 6. (Junioren) |
| 2020                | Lenzerheide         | 53.               | 21.               | 19.               | 6.            |
| 2021                | Obertilliach        | 20.               | 12.               | 10.               | 3.            |
| 2022                | Soldier Hollow      | 11.               | 18.               | 8.                | 4.            |